# Ларрі (ураган, 2021)
Ураган «Ларрі» (англ. Hurricane Larry) — потужний і довгоживучий ураган Кабо-Верде, перший ураган, який обрушився на Ньюфаундленд після урагану Ігор у 2010 році. Дванадцятий шторм, п'ятий ураган і третій великий ураган сезону атлантичних ураганів 2021 року.
Ларрі пройшов на схід від Бермудських островів як ураган 1 категорії після Полетт у 2020 році, завдавши мінімальної шкоди. Через сильний шторм загинуло двох людей біля східного узбережжя Сполучених Штатів. У Ньюфаундленді понад 60 000 домівок залишилися без електроенергії були пошкоджені будівлі. Потужні позатропічні залишки Ларрі 12 вересня пройшли паралельно східному узбережжю Гренландії, що призвело до випадання понад 3 футів (0,91 м) снігу та ураганних поривів вітру на більшій частині внутрішніх частин східної Гренландії. Ларрі вбив двох людей і завдав збитків на суму 80 мільйонів доларів (2021 доларів США).

## Метеорологічна історія

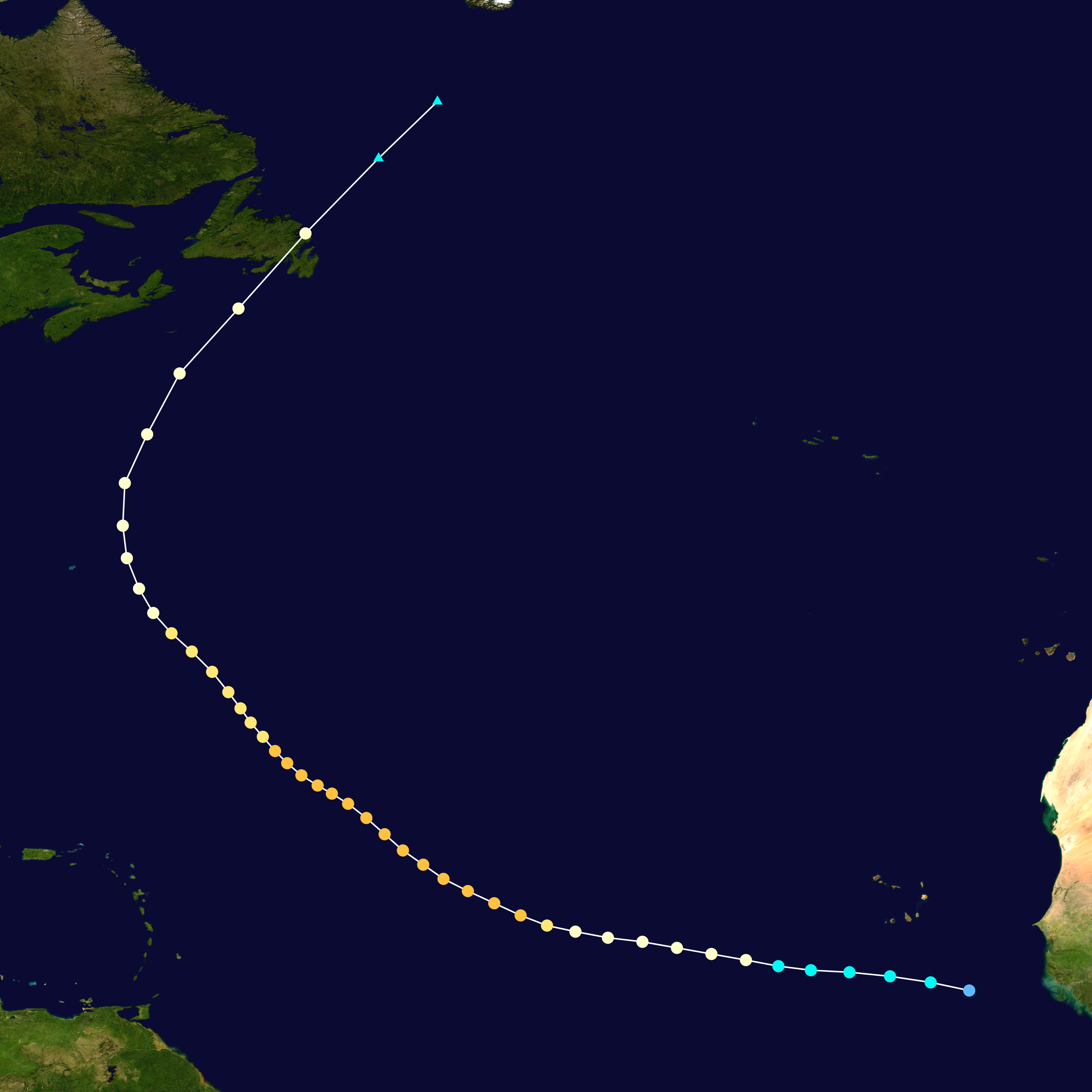
Карта шляху й інтенсивності Урагану Ларрі за шкалою Саффіра–Сімпсона

26 серпня NHC спостерігав за тропічною хвилею, яка мала вийти біля берегів Західної Африки. Незабаром умови навколишнього середовища для Ларрі стали сприятливими. 30 серпня супутникові знімки вітру показали, що утворилася область низького тиску. Заворушення продовжили організовуватись і наступного дня, о 21:00 UTC воно переросло в тропічну депресію. Пізніше наступного дня депресія перетворилася на тропічний шторм, отримавши ім'я Ларрі. Шторм дещо посилився 1 вересня, у той день удень утворилось око. Рано 2 вересня «Ларрі» став ураганом 1 категорії. Потім він пройшов період швидкої інтенсифікації, що стало четвертим ураганом сезону, який посилився на 45 миль/год (70 км/год) за 24-годинний період. Інтенсивність урагану буде коливатися від 120 миль на годину до 125 миль на годину, оскільки він починає період циклів заміни ока. Протягом свого періоду шторм набув кільцеподібних характеристик як ураган третьої категорії, який все ще зберігається. Але незабаром розвідувальна авіація виявила слабший шторм, оскільки очна стінка шторму стала менш чіткою. Незабаром після цього шторм послабшає до урагану 2 категорії. Ларрі збереже статус 2 категорії, поки 9 вересня не буде понижено до урагану 1 категорії. Після цього Ларрі збереже силу 1 категорії. О 03:20 UTC 11 вересня Ларрі вийшов на берег у Ньюфаундленді як ураган 1 категорії із постійним вітром 80 миль на годину (130 км/год) і мінімальним центральним тиском 960 мілібарів (28 дюймів рт.ст.). Після виходу на сушу Ларрі швидко прискорився на північний схід зі швидкістю 48 миль на годину (77 км/год), під час проходження позатропічного переходу. Через шість годин, о 15:00 UTC, Ларрі перейшов у посттропічний циклон, оскільки його конвекція розсіялася, а центри циркуляції низького та середнього рівня розділилися. Ау цей час також розвивався погодний фронт.

## Підготовка та наслідки

### Бермуди

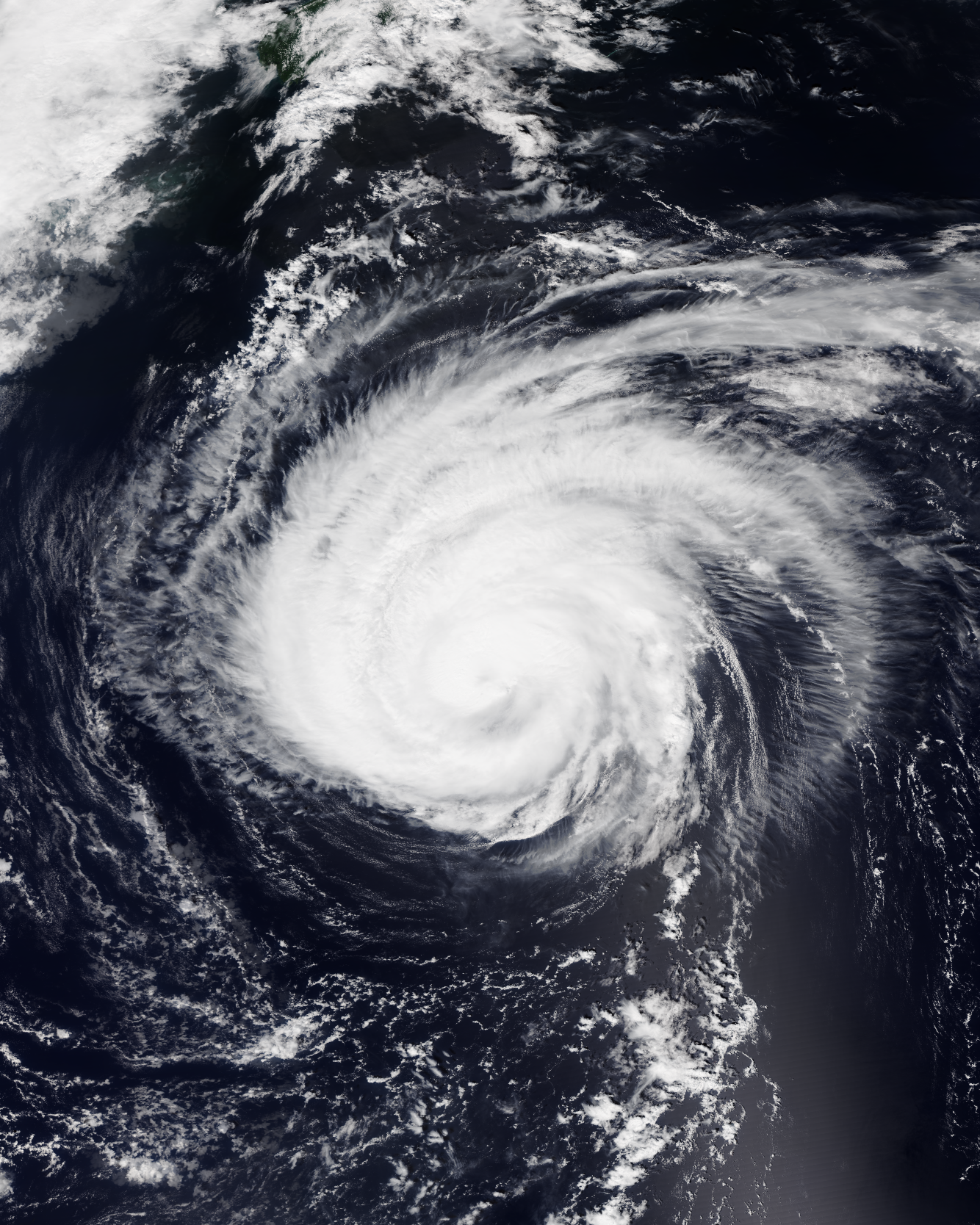
Ураган Ларрі проходить на схід від Бермудських островів 9 вересня.

О 15:00 UTC 7 вересня Метеорологічна служба Бермудських островів оголосила про тропічний шторм, оскільки можливе погіршення погодних умов. Наступного дня о 12:00 UTC було оголошено попередження. О 00:00 UTC 9 вересня метеорологічна служба Бермудських островів скасувала попередження. На острові пориви вітру досягали приблизно 46 миль на годину (74 км/год), а на Феррі-Річ був зафіксований штормовий нагон висотою 0,67 фута (0,20 м). Відключення електроенергії не зафіксовано.

### США
У Флориді Національна метеорологічна служба опублікувала попередження про небезпечну течію для пляжних зон. На мисі Канаверал 69-річний чоловік потонув. 8 вересня 68-річний чоловік втопився на березі пляжу в Південній Кароліні.

### Канада

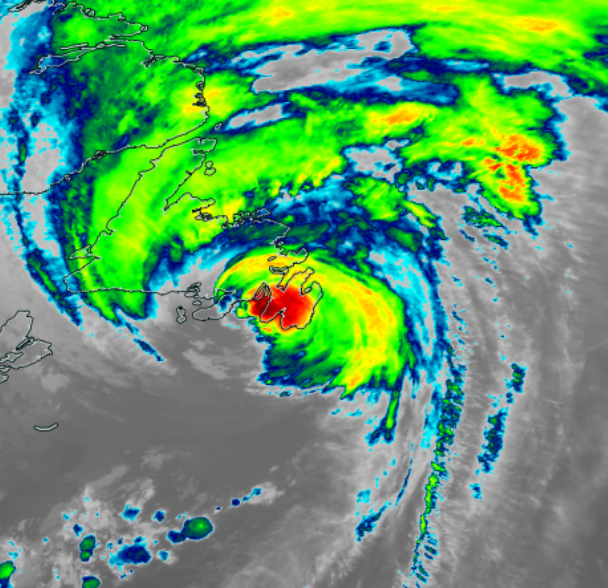
Ларрі виходить на берег у Ньюфаундленді 11 вересня о 3 UTC.

У Ньюфаундленді міжнародний аеропорт Сент-Джонс зафіксував тривалий вітер зі швидкістю 96 км/год (60 миль/год) і пориви 145 км/год (90 миль/год) одразу після 5:30 UTC, тоді як маяк на мисі Сент-Мері повідомив про пориви 182 км. /год (113 миль/год) до припинення передачі. Хвилі досягли висоти 3,6 м (12 футів) в Argentia і датчик припливу показав максимальний рівень води близько 150 сантиметрів вище, ніж зазвичай. Штормовий нагон збігся з припливом, що посилило прибережні повені. За дуже короткий час над південно-східним Ньюфаундлендом випало від 25 мм (0,98 дюйма) до 35 мм (1,4 дюйма) дощу.
У східній частині провінції 60 000 людей залишилися без світла після проходження Ларрі. Дерева виривали з корінням, а гілки валяли по землі. Початкова школа була пошкоджена, а намет біля озера Квіді Віді встановлений для концертного фестивалю «Алея Айсберга», зазнав значних пошкоджень. Мер Денні Брін підтвердив, що ураган завдав значної шкоди місту. Департамент транспорту та інфраструктури Ньюфаундленду та Лабрадору попросив автомобілістів уникати зони шосе 90 на півдні півострова Авалон через пошкодження ділянки. Численні заходи в зоні ураження та деякі рейси в міжнародному аеропорту Сент-Джонс були скасовані або відкладені. Лікарня милосердя Сент-Клер втратила електроенергію під час шторму, що призвело до того, що вони тимчасово припинили приймати відвідувачів. Попередні опитування на федеральних виборах у Канаді 2021 року були призупинені в деяких частинах Сент-Джонс.
У бухті Лорд, поблизу Сен-П'єр і Мікелон, пошкоджено інфраструктуру, зокрема пристань та дамбу. У Норт-Харборі кілометрову ділянку головної дороги розмило великі хвилі та штормовий нагон. Понад 90 000 лосося в об'єкті аквакультури біля південного узбережжя Ньюфаундленду загинули після того, як концентрація розчиненого кисню значно знизилася, коли Ларрі проходив над цією територією.

### Гренландія
У Гренландії прогнозували снігопад для екс-Ларрі, одного з небагатьох штормів від залишків тропічного циклону, що пройшли так далеко на північ, склав до 4 футів снігу (120 см), а в деяких місцях уздовж узбережжя випадало еквівалент опадів. 12 вересня в аеропорту Кулусук поблизу південно-східного узбережжя острова зафіксовано пориви 161 км/год (100 миль/год). У Тасілаку тривалий вітер досягав 89 км/год (55 миль/год) і пориви понад 145 км/год (90 миль/год). Вітер і сніг спричинили хуртовини на Summit Camp, метеостанції, розташованої на льодовиковому покриві понад 10 000 футів (3 000 м) над рівнем моря.